# Analyse fréquentielle
L’analyse fréquentielle, ou analyse de fréquences, est une méthode de cryptanalyse dont la description la plus ancienne est réalisée par Al-Kindi au IXe siècle. Elle consiste à examiner la fréquence des lettres employées dans un message chiffré. Cette méthode est fréquemment utilisée pour décoder des messages chiffrés par substitution, dont un exemple très simple est le chiffre de César.
L'analyse fréquentielle est basée sur le fait que, dans chaque langue, certaines lettres ou combinaisons de lettres apparaissent avec une certaine fréquence. Par exemple, en français, le e est la lettre la plus utilisée, suivie du a et du s. Inversement, le w est peu utilisé. 
Ces informations permettent aux cryptanalystes de faire des hypothèses sur le texte clair, à condition que l'algorithme de chiffrement conserve la répartition des fréquences, ce qui est le cas pour des substitutions mono-alphabétiques et poly-alphabétiques. 
Une deuxième condition nécessaire pour appliquer cette technique est la longueur du cryptogramme. En effet, un texte trop court ne reflète pas obligatoirement la répartition générale des fréquences des lettres. De plus, si la clé est de la même longueur que le message, il ne pourra y avoir de répétition de lettre et l'analyse fréquentielle deviendra impossible.

## Histoire

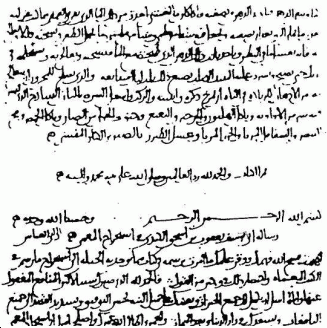
Première page du Manuscrit sur le déchiffrement des messages cryptographiques d'Al-Kindi.

Al-Kindi au IXe siècle fait la plus ancienne description de l’analyse fréquentielle. Il est très probable que cette analyse soit née des travaux effectués pour reconstituer la chronologie des révélations du Coran. Il expose alors les fondements de cette méthode de cryptanalyse dans son traité intitulé Manuscrit sur le déchiffrement des messages cryptographiques. Il montre qu'un message chiffré conserve la trace du message clair original en gardant les fréquences d'apparitions de certaines lettres.

## Principe

### Fréquence d'apparition
On peut constater que selon la langue, un texte comportera une répartition particulière des fréquences de lettres. Par exemple en français, les lettres les plus fréquentes, c’est-à-dire les lettres que l'on retrouve le plus souvent, sont le E, suivi du A, du I et du S ...
On obtient ainsi la répartition de fréquences des lettres suivante (en %)[réf. nécessaire] :
|          | A    | B    | C    | D    | E     | F    | G    | H    | I    | J    | K    | L    | M    | N    | O    | P    | Q    | R    | S    | T    | U    | V    | W    | X    | Y    | Z    |
| Français | 9,42 | 1,02 | 2,64 | 3,39 | 15,87 | 0,95 | 1,04 | 0,77 | 8,41 | 0,89 | 0,00 | 5,34 | 3,24 | 7,15 | 5,14 | 2,86 | 1,06 | 6,46 | 7,90 | 7,26 | 6,24 | 2,15 | 0,00 | 0,30 | 0,24 | 0,32 |
| Anglais  | 8,08 | 1,67 | 3,18 | 3,99 | 12,56 | 2,17 | 1,80 | 5,27 | 7,24 | 0,14 | 0,63 | 4,04 | 2,60 | 7,38 | 7,47 | 1,91 | 0,09 | 6,42 | 6,59 | 9,15 | 2,79 | 1,00 | 1,89 | 0,21 | 1,65 | 0,07 |

Ce qui donne l'ordre suivant pour la langue française :
| E | A | I | S | T | N | R | U | L | O | D | M | P | C | V | Q | G | B | F | J | H | Z | X | Y | K | W |

Cette répartition des fréquences des lettres n'est qu'approximative, cela dépend de nombreux paramètres tels que le niveau de langue du texte, ainsi que du style d'écriture (Par exemple un message militaire emploiera de nombreuses abréviations).
On peut aussi analyser la fréquence dans un texte des digrammes, c’est-à-dire des groupes de deux lettres. Cela amènera des indices importants pour décrypter un texte chiffré car on sait que l'on ne pourra trouver des digrammes tels que XK ou WX dans le texte clair.

#### Application au jeu deScrabble
On peut remarquer que ces fréquences correspondent à peu de chose près aux distributions des lettres dans le jeu de Scrabble, celle-ci rapportant plus ou moins de points en fonction de leur fréquence d'utilisation. En effet, la répartition des lettres avec le nombre de points correspondant est la suivante :
| A1 | B3 | C3 | D2 | E1 | F4 | G2 | H4 | I1 | J8 | K10 | L1 | M2 | N1 | O1 | P3 | Q8 | R1 | S1 | T1 | U1 | V4 | W10 | X10 | Y10 | Z10 |
| 9  | 2  | 2  | 3  | 15 | 2  | 2  | 2  | 8  | 1  | 1   | 5  | 3  | 6  | 6  | 2  | 1  | 6  | 6  | 6  | 6  | 2  | 1   | 1   | 1   | 1   |

La répartition des lettres du premier exemplaire du jeu de Scrabble a d'ailleurs été faite par analyse statistique du New York Times.

### Déchiffrement par analyse fréquentielle
La répartition des fréquences obtenues peut être utilisée pour décrypter un message codé via un système de substitution. En effet, si on découvre une lettre très fréquente dans le message chiffré, il s'agira sans doute de la lettre E dans le message clair car c'est la lettre la plus courante en français. Nous pouvons ensuite en déduire les autres lettres en étudiant toutes les fréquences des lettres du message chiffré.
Par exemple, considérons le message chiffré suivant : 
- Segelazew aop qj lnkfap z ajyuyhklazea cnwpqepa aynepa ykklanwperaiajp.

Il faut donc calculer les fréquences d'apparition de chacune des lettres du message chiffré afin de les comparer à la répartition normale des fréquences des lettres en français.
On obtient la répartition des fréquences (en %) suivante pour ce message chiffré : 
| Lettres     | A    | B | C   | D | E    | F   | G   | H   | I   | J   | K   | L   | M | N   | O   | P    | Q   | R   | S   | T | U   | V | W   | X | Y   | Z   | Total |
| Occurrences | 12   | 0 | 1   | 0 | 7    | 1   | 1   | 1   | 1   | 3   | 4   | 4   | 0 | 4   | 1   | 7    | 2   | 1   | 1   | 0 | 1   | 0 | 3   | 0 | 4   | 3   | 62    |
| Fréquences  | 19,4 | 0 | 1,6 | 0 | 11,3 | 1,6 | 1,6 | 1,6 | 1,6 | 4,8 | 6,5 | 6,5 | 0 | 6,5 | 1,6 | 11,3 | 3,2 | 1,6 | 1,6 | 0 | 1,6 | 0 | 4,8 | 0 | 6,5 | 4,8 | 100   |

Nous pouvons donc constater que c'est la lettre A qui est la plus fréquente dans le message chiffré. Celle-ci a donc de grandes chances de représenter la lettre E dans le message clair, car c'est la lettre la plus courante en français. Le E et le P sont également fréquents dans le texte chiffré, ils représentent donc sûrement les lettres I ou A du texte clair. Ces suppositions nous amènent à retrouver une partie du texte non chiffré, ce qui va permettre de déduire à partir de ces quelques lettres une partie de la clé. Dans le cas d'un chiffre de substitution monoalphabétique, nous pouvons avoir affaire à un chiffrement de César, nous obtiendrons alors dans ce cas un décalage de 4 lettres puisque l'on a supposé A=E. Muni de cette clé, nous pouvons décrypter le reste du message, ce qui nous donne : 
- Wikipédia est un projet d'encyclopédie gratuite écrite coopérativement.

Ce message est cohérent, nos suppositions de départ étaient exactes.
L'analyse fréquentielle intervient également, combinée à d'autres méthodes, pour la cryptanalyse de chiffrements plus complexes. Par exemple l'analyse des chiffrements polyalphabétiques  tels le chiffre de Vigenère, sont ramenés à celle d'un chiffrement par substitution, après une recherche de coïncidences dans le texte chiffré.

### Analyse fréquentielle des digrammes
Un digramme est un groupe de 2 lettres. Dans le tableau ci-dessous, les digrammes sont deux lettres appartenant à un même mot prises au hasard dans des textes français.
| Digrammes | Pourcentages |
| --------- | ------------ |
| ES        | 3,15 %       |
| LE        | 2,46 %       |
| EN        | 2,42 %       |
| DE        | 2,15 %       |
| RE        | 2,09 %       |
| NT        | 1,97 %       |
| ON        | 1,64 %       |
| TE        | 1,63 %       |
| ER        | 1,63 %       |
| SE        | 1,55 %       |

## Limites
L'analyse fréquentielle ne peut être utilisée que pour des codes de substitutions simples, elle est par exemple inefficace contre les méthodes de chiffrement RSA et DES. Elle ne fonctionne pas pour les codes dits de transposition, qui changent la place des lettres ou des symboles dans le message. Pour savoir si l'on a affaire à un code de substitutions, on peut utiliser l'indice de coïncidence avant l'analyse fréquentielle. Cela permet également d'avoir une longueur de mot clé conseillée qui peut  servir de base pour l'analyse statistique.
L'analyse de fréquences ne peut pas non plus être utilisée si la longueur du message est très faible, car la clé se répétera très peu et nous ne pourrons observer de particularités dans la fréquence des lettres. C'est aussi pour cette raison que l'on ne peut pas déchiffrer un message codé avec une longueur de clé égale à celle du message. Un même message chiffré peut correspondre alors à n'importe quel message clair, puisqu'il y a autant de clés que de clairs. Nous ne pouvons donc pas dans ce cas précis déterminer le sens général du message, c'est le principe du masque jetable qui garantit un message réellement indéchiffrable.
Pour se prémunir d'une cryptanalyse par analyse fréquentielle, les cryptographes ont inventé plusieurs parades utilisées dans les algorithmes de chiffrements. On peut utiliser un chiffre qui attribue plusieurs symboles pour une seule lettre, en fonction de sa fréquence (par exemple, on utilisera 4 ou 5 symboles pour le E mais un seul pour le K). On dit alors que l'on utilise un code homophonique.
On peut également utiliser le surchiffrement, qui consiste à recoder le texte chiffré par un autre type de chiffrement pour ne pas permettre de faire des hypothèses sur les lettres les plus fréquentes. Pour une combinaison de chiffrements bien choisie, un texte surchiffré sera donc plus difficile à déchiffrer.

## L'analyse fréquentielle en littérature

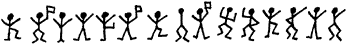
Message codé de la fiction des Hommes dansants.

L'analyse fréquentielle est une technique de cryptanalyse fréquemment relatée dans les fictions. On la retrouve par exemple dans Le Scarabée d'or d'Edgar Allan Poe ou dans Les Hommes dansants, une aventure de Sherlock Holmes écrite par Arthur Conan Doyle. Dans cette dernière énigme, les messages étaient alors codés avec différents symboles, en forme de personnages dansants.